# 200 mètres dos féminin aux championnats du monde de natation 2023
Cet article traite de l'épreuve féminine. Pour la compétition masculine, voir 200 mètres dos masculin aux championnats du monde de natation 2023.
Le 200 mètres dos féminin est une épreuve de natation sportive des championnats du monde de natation 2023. Elle a lieu les 28 et 29 juillet 2023 à Fukuoka au Japon.

## Records
Avant cette compétition, les records dans cette discipline étaient :
| Record du monde       | 2 min 3 s 14 | Kaylee McKeown | 10 mars 2023    | Sydney, Australie     |
| Record du championnat | 2 min 3 s 35 | Regan Smith    | 26 juillet 2019 | Gwangju, Corée du Sud |

## Résultats détaillés
Les 16 meilleurs temps se qualifient pour les demi-finales (Q), puis les 8 meilleurs demi-finalistes passent en finale (F).

### Séries
| Rang | Série | Ligne | Nageuse                 | Pays | Temps         | Commentaire        |
| ---- | ----- | ----- | ----------------------- | --- | ------------- | ------------------ |
| 1    | 4     | 4     | Regan Smith             | États-Unis | 2 min 7 s 24  | Q                  |
| 2    | 5     | 5     | Peng Xuwei              | Chine | 2 min 8 s 68  | Q                  |
| 3    | 5     | 2     | Laura Bernat            | Pologne | 2 min 9 s 08  | Q, Record national |
| 4    | 4     | 3     | Katie Shanahan          | Grande-Bretagne | 2 min 9 s 18  | Q                  |
| 5    | 5     | 4     | Kaylee McKeown          | Australie | 2 min 9 s 30  | Q                  |
| 6    | 4     | 5     | Kylie Masse             | Canada | 2 min 9 s 31  | Q                  |
| 7    | 3     | 4     | Rhyan White             | États-Unis | 2 min 9 s 68  | Q                  |
| 8    | 4     | 2     | Africa Zamorano         | Espagne | 2 min 9 s 99  | Q                  |
| 9    | 3     | 3     | Eszter Szabó-Feltóthy   | Hongrie | 2 min 10 s 38 | Q                  |
| 10   | 4     | 7     | Jenna Forrester         | Australie | 2 min 10 s 46 | Q                  |
| 11   | 3     | 5     | Margherita Panziera     | Italie | 2 min 10 s 90 | Q                  |
| 12   | 3     | 8     | Gabriela Georgieva      | Bulgarie | 2 min 11 s 22 | Q                  |
| 13   | 3     | 2     | Rio Shirai              | Japon | 2 min 11 s 24 | Q                  |
| 14   | 5     | 8     | Lee Eun-ji              | Corée du Sud | 2 min 11 s 78 | Q                  |
| 15   | 3     | 1     | Camila Rebelo           | Portugal | 2 min 11 s 80 | Q                  |
| 16   | 5     | 6     | Katalin Burián          | Hongrie | 2 min 11 s 94 | Q                  |
| 17   | 4     | 1     | Hanane Hironaka         | Japon | 2 min 12 s 57 |                    |
| 18   | 4     | 8     | Tatiana Salcutan        | Moldavie | 2 min 12 s 65 |                    |
| 19   | 5     | 7     | Ingrid Wilm             | Canada | 2 min 12 s 67 |                    |
| 20   | 5     | 1     | Lena Grabowski          | Autriche | 2 min 12 s 79 |                    |
| 21   | 5     | 3     | Liu Yaxin               | Chine | 2 min 13 s 42 |                    |
| 22   | 3     | 6     | Adela Piskorska         | Pologne | 2 min 13 s 74 |                    |
| 23   | 4     | 0     | Chua Xiandi             | SMFWorld Aquatics : Suspended Member Federation (Membre d'une fédération suspendue) Membre d'une fédération suspendue | 2 min 13 s 80 |                    |
| 24   | 4     | 6     | Emma Terebo             | France | 2 min 13 s 95 |                    |
| 25   | 2     | 4     | Ingeborg Løyning        | Norvège | 2 min 13 s 97 |                    |
| 26   | 5     | 0     | Athena Meneses          | Mexique | 2 min 15 s 14 |                    |
| 27   | 4     | 9     | Xeniya Ignatova         | Kazakhstan | 2 min 16 s 06 |                    |
| 28   | 3     | 9     | Janja Šegel             | Slovénie | 2 min 17 s 20 |                    |
| 29   | 2     | 6     | Carolina Cermelli       | Panama | 2 min 18 s 50 | Record national    |
| 30   | 2     | 2     | Anishta Teeluck         | Maurice | 2 min 18 s 63 | Record national    |
| 31   | 2     | 1     | Andrea Becali           | Cuba | 2 min 18 s 65 |                    |
| 32   | 3     | 0     | Aleksa Gold             | Estonie | 2 min 19 s 47 |                    |
| 33   | 2     | 8     | Elizabeth Jimenez       | République dominicaine                                                                                                | 2 min 19 s 84 |                    |
| 34   | 5     | 9     | Alexia Sotomayor        | Pérou | 2 min 20 s 78 |                    |
| 35   | 2     | 7     | Danielle Titus          | Barbade | 2 min 21 s 36 |                    |
| 36   | 2     | 3     | Elisabeth Erlendsdóttir | Îles Féroé | 2 min 22 s 28 |                    |
| 37   | 2     | 0     | Ganga Senavirathne      | Sri Lanka | 2 min 23 s 36 |                    |
| 38   | 1     | 3     | Vivian Xhemollari       | Albanie | 2 min 24 s 30 |                    |
| 39   | 2     | 9     | Samantha van Vuure      | Curaçao | 2 min 31 s 60 |                    |
| 40   | 1     | 4     | Aynura Primova          | Turkménistan | 2 min 32 s 68 |                    |
| 41   | 1     | 5     | Jennifer Harding-Marlin | Saint-Christophe-et-Niévès                                                                                            | 2 min 37 s 83 |                    |
| -    | 2     | 5     | Hanna Rosvall           | Suède | Non partante  | Non partante       |
| -    | 3     | 7     | Aviv Barzelay           | Israël | Disqualifiée  | Disqualifiée       |

### Demi-finales
| Rang | Série | Ligne | Nageuse               | Pays            | Temps         | Commentaire        |
| ---- | ----- | ----- | --------------------- | --------------- | ------------- | ------------------ |
| 1    | 1     | 4     | Peng Xuwei            | Chine           | 2 min 7 s 40  | F                  |
| 2    | 2     | 4     | Regan Smith           | États-Unis      | 2 min 7 s 52  | F                  |
| 3    | 2     | 3     | Kaylee McKeown        | Australie       | 2 min 7 s 89  | F                  |
| 4    | 1     | 5     | Katie Shanahan        | Grande-Bretagne | 2 min 8 s 32  | F                  |
| 5    | 1     | 3     | Kylie Masse           | Canada          | 2 min 8 s 51  | F                  |
| 6    | 2     | 5     | Laura Bernat          | Pologne         | 2 min 8 s 96  | F, Record national |
| 7    | 2     | 6     | Rhyan White           | États-Unis      | 2 min 9 s 13  | F                  |
| 8    | 1     | 2     | Jenna Forrester       | Australie       | 2 min 9 s 74  | F                  |
| 9    | 2     | 2     | Eszter Szabó-Feltóthy | Hongrie         | 2 min 9 s 90  |                    |
| 10   | 2     | 7     | Margherita Panziera   | Italie          | 2 min 10 s 65 |                    |
| 11   | 1     | 6     | Africa Zamorano       | Espagne         | 2 min 10 s 76 |                    |
| 12   | 1     | 8     | Katalin Burián        | Hongrie         | 2 min 11 s 47 |                    |
| 13   | 1     | 7     | Gabriela Georgieva    | Bulgarie        | 2 min 11 s 99 |                    |
| 14   | 2     | 1     | Rio Shirai            | Japon           | 2 min 12 s 45 |                    |
| 15   | 2     | 8     | Camila Rebelo         | Portugal        | 2 min 12 s 47 |                    |
| 16   | 1     | 1     | Lee Eun-ji            | Corée du Sud    | 2 min 13 s 65 |                    |

### Finale
| Rang               | Ligne | Nageuse         | Pays            | Temps         |
| ------------------ | ----- | --------------- | --------------- | ------------- |
| Médaille d'or      | 3     | Kaylee McKeown  | Australie       | 2 min 03 s 85 |
| Médaille d'argent  | 5     | Regan Smith     | États-Unis      | 2 min 04 s 94 |
| Médaille de bronze | 4     | Peng Xuwei      | Chine           | 2 min 06 s 74 |
| 4                  | 6     | Katie Shanahan  | Grande-Bretagne | 2 min 07 s 45 |
| 5                  | 2     | Kylie Masse     | Canada          | 2 min 07 s 52 |
| 6                  | 1     | Rhyan White     | États-Unis      | 2 min 08 s 43 |
| 7                  | 7     | Laura Bernat    | Pologne         | 2 min 10 s 68 |
| 8                  | 8     | Jenna Forrester | Australie       | 2 min 11 s 44 |